# Pericallia rubelliana
Pericallia rubelliana là một loài bướm đêm thuộc phân họ Arctiinae, họ Erebidae.